# Lukas Loules
Lukas Loules (ur. Lukas Hilbert, 23 grudnia 1972 w Hamburgu) – niemiecki kompozytor, autor tekstów piosenek, producent muzyczny i piosenkarz.

## Dyskografia

### Albumy
- 1984 – The Future – Isabell Pubertät & Ich bin wie ich bin!
- 1988 – Hauden & Lukas – Kopfhörer
- 1991 – Lukas – Lukas
- 1993 – Lukas – Simsalabim
- 1997 – Roh – Wie krieg ich die Zeit bis zu meiner Beerdigung noch rum
- 1998 – Roh – Was viele nicht zu singen wagten
- 1999 – Roh – Rohmantisch
- 2005 – Lukas Hilbert – Der König bin ich

### Single
- 1992 – Lukas – S.O.S.
- 1992 – Lukas – Astronauten
- 1993 – Lukas – Schenk mir dein Herz
- 1993 – Lukas – Gameboy
- 1996 – ROH – Ich möchte nicht mehr mit der KF verwechselt werden
- 1997 – ROH – Onanie ist voll in Ordnung, egal wie alt du bist
- 1999 – ROH – Ich liebe dich
- 2000 – ROH – Du brennst immer noch in mir
- 2000 – Peter Maffay feat. Roh – Rette mich
- 2003 – Oli P. feat. Lukas – Alles ändert sich
- 2003 – Oli P. feat. Lukas – Neugeboren
- 2003 – Dogma – In den Himmel fallen
- 2004 – Lukas Hilbert – Was ich an dir mag(#3 in DE)
- 2004 – Lukas Hilbert – Weihnachten wär geiler, wär der Weihnachtsmann 'ne Frau
- 2005 – Lukas Hilbert feat. Trina – Kommt meine Liebe nicht bei dir an(#18 in DE)
- 2005 – Lukas Hilbert – Stell dir vor(#75 in DE)
- 2005 – Lukas Hilbert – Du bist ich (Titelsong zur ProSieben–Sendung „Freunde“) (#73 in DE)
- 2006 – U96 feat. Ben – Vorbei
- 2006 – Lukas Hilbert & Tryna Loules – Ganze Welt (#30 in DE)
- 2007 – Ben & Kate Hall – Bedingungslos
- 2007 – Lisa Bund